# 81 (број)
81 је број, нумерал и име глифа који представља тај број. 81 је природан број који се јавља после броја 80, а претходи броју 82.

## У математици
- Је квадрат броја 9
- Је сложен број који се факторише на просте чиниоце као 34 = 81

## У науци
- Је атомски број талијума

## У спорту
- Је максимални број поена које је Коби Брајант постигао на једној кошаркашкој утакмици. То је други најбољи кошгетерски учинак у једној НБА утакмици после 100 постигнутих поена од стране Вилта Чембрлена. Овај број поена је Коби постигао против екипе Торонта 22. јануара 2006. године.[1]

## Остало
- Је међународни позивни број за Јапан[2]
- Је број провинција у Турској
- Је број француског депоартмана Тарн